# Javania lamprotichum
Espèce
Statut CITES
Javania lamprotichum est une espèce de coraux appartenant à la famille des Flabellidae.